# Kebab Connection
Kebab Connection è un film del 2004 diretto dal regista Anno Saul.

## Trama
Il giovane turco Gabriel Bernard, amante dei film di Bruce Lee e Jet Li, progetta di conquistare la gloria girando il primo film in tedesco di kung fu. Ībo inizia ad assaporare il suo sogno realizzando uno spot pubblicitario per il negozio di kebab dello zio Ahmet. Lo spot, basato su uno scontro di kung fu tra due avventori che si contendono l'ultimo kebab rimasto, non soddisfa lo zio. Il pubblico al contrario sembra apprezzarlo molto, tanto che lo zio e la sua attività acquisiscono grande popolarità.
Tutto sembra andare per il verso giusto, quando la fidanzata di Ībo, Titzi scopre di essere incinta. Ecco che iniziano le prime difficoltà per il giovane turco, che da una parte, fatica ad accettare l'inatteso ruolo di padre e dall'altra, deve scontrarsi con su padre che non vede di buon occhio l'entrata in famiglia di una tedesca come madre dei suoi nipotini. Dopo la rottura iniziale con Titzi, Ībo le penserà tutte per riconquistarla grazie all'aiuto dei suoi migliori amici, il greco Lefty e l'albanese Valid.